# Stefan Angelov
Stefan Georgiev Angelov (in bulgaro Стефан Георгиев Ангелов?; Bjala Voda, 7 gennaio 1947 – 21 dicembre 2019) è stato un lottatore bulgaro, specializzato nella lotta greco-romana.

## Palmarès

### Olimpiadi
- 2 medaglie:
  - 2 bronzi (Monaco di Baviera 1972 nei pesi mosca-leggeri; Montréal 1976 nei pesi mosca-leggeri)